# Beneziphius
Genre
Beneziphius est un genre éteint de cétacés de la famille des Ziphiidae qui a vécu au Miocène supérieur (Messinien) et au Pliocène inférieur (Zancléen), soit il y a environ entre 7,246 et 3,600 millions d'années. Ses restes fossiles ont été mis au jour en Belgique et en Espagne.

## Liste d'espèces
Selon (en) Paleobiology Database (20 juillet 2019) :
- † Beneziphius brevirostris Lambert, 2005 - espèce type
- † Beneziphius cetariensis Miján et al., 2017

## Étymologie
Le genre Beneziphius est la combinaison des termes « Bene », qui rend hommage au naturaliste belge Pierre-Joseph Van Beneden (1809-1894) en reconnaissance de son travail pour la connaissance des fossiles de cétacés, et « Ziphius », le genre type de la famille des Ziphiidae.

## Publication originale
- (en) Olivier Lambert, « Systematics and phylogeny of the fossil beakedwhales Ziphirostrum du Bus, 1868 and Choneziphius Duvernoy, 1851 (Mammalia, Cetacea, Odontoceti), from the Neogene of Antwerp (North of Belgium) », Geodiversitas, Paris, Muséum national d'histoire naturelle, vol. 27, no 3,‎ 2005, p. 443-498 (ISSN 1280-9659 et 1638-9395, OCLC 260004075, BNF 34547454, lire en ligne).